# 肯·约翰逊 (1978年)
肯雅塔·艾伦·约翰逊（英語：Kenyatta Allen Johnson，1978年2月1日—），美国NBA联盟职业篮球运动员。他在2001年的NBA选秀中第2轮第20顺位被迈阿密热火选中。他在2002-03赛季参加了16场比赛。